# Hitchin and Harpenden (circonscription britannique)
Circonscription parlementaire de la Chambre des communes
La circonscription d'Hitchin et Harpenden est une ancienne circonscription électorale anglaise située dans le Hertfordshire, et représentée à la Chambre des communes du Parlement britannique.

## Géographie
La circonscription comprend:
- Les villes de Harpenden, Hitchin et Wheathampstead

## Députés
Les Members of Parliament (MPs) de la circonscription sont:
| Législature                                                                      | Années    | Député      | Député       | Parti        |
| -------------------------------------------------------------------------------- | --------- | ----------- | ------------ | ------------ |
| Hitchin and Harpenden issue de North Hertfordshire, St Albans et Welwyn Hatfield |           |             |              |              |
| 52e                                                                              | 1997–2001 |             | Peter Lilley | Conservateur |
| 53e                                                                              | 2001–2005 |             | Peter Lilley | Conservateur |
| 54e                                                                              | 2005–2010 |             | Peter Lilley | Conservateur |
| 55e                                                                              | 2010–2015 |             | Peter Lilley | Conservateur |
| 56e                                                                              | 2015–2017 |             | Peter Lilley | Conservateur |
| 57e                                                                              | 2017–2019 | Bim Afolami |              | Conservateur |
| 58e                                                                              | 2019–2024 | Bim Afolami |              | Conservateur |

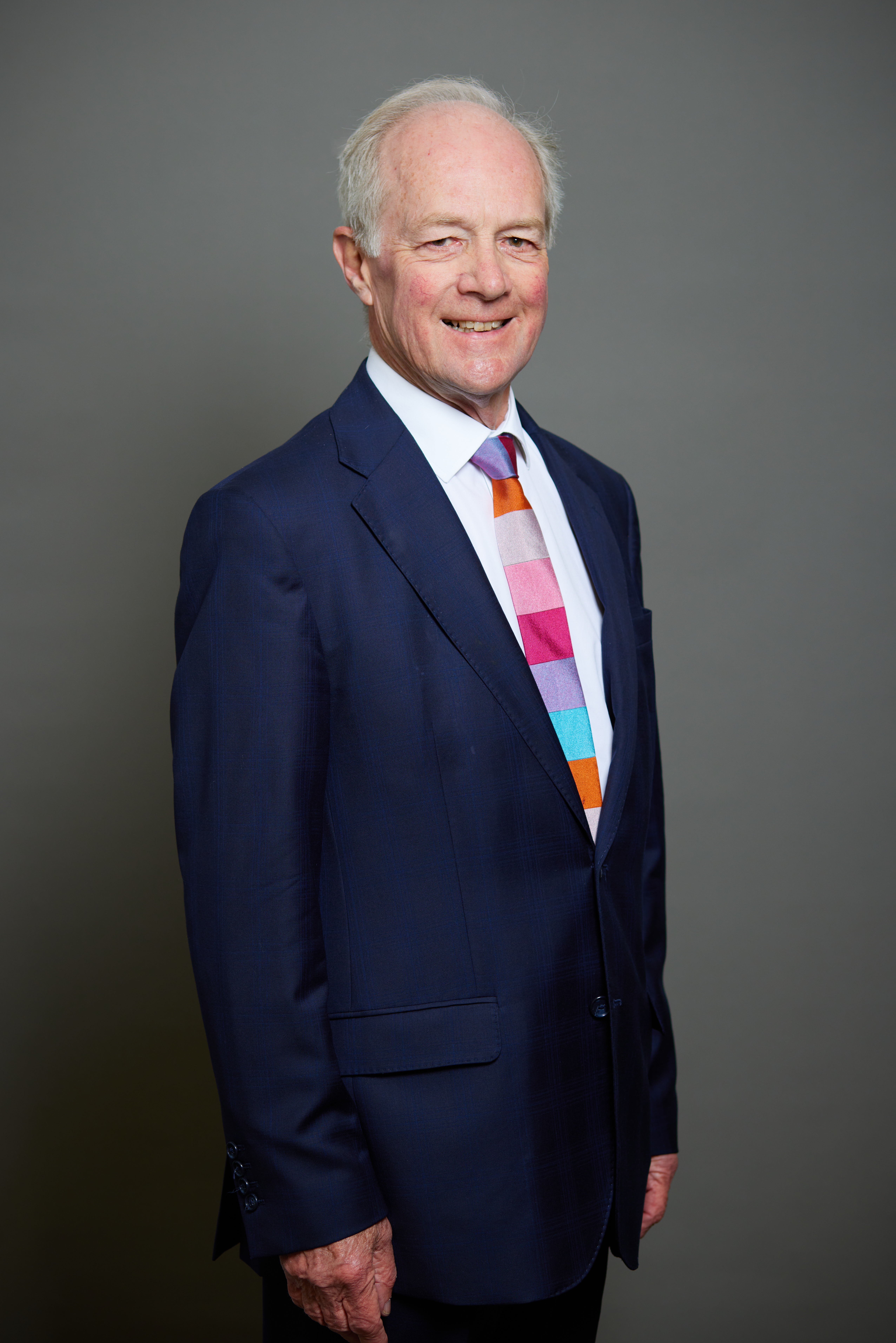
Peter Lilley (1997-2017)
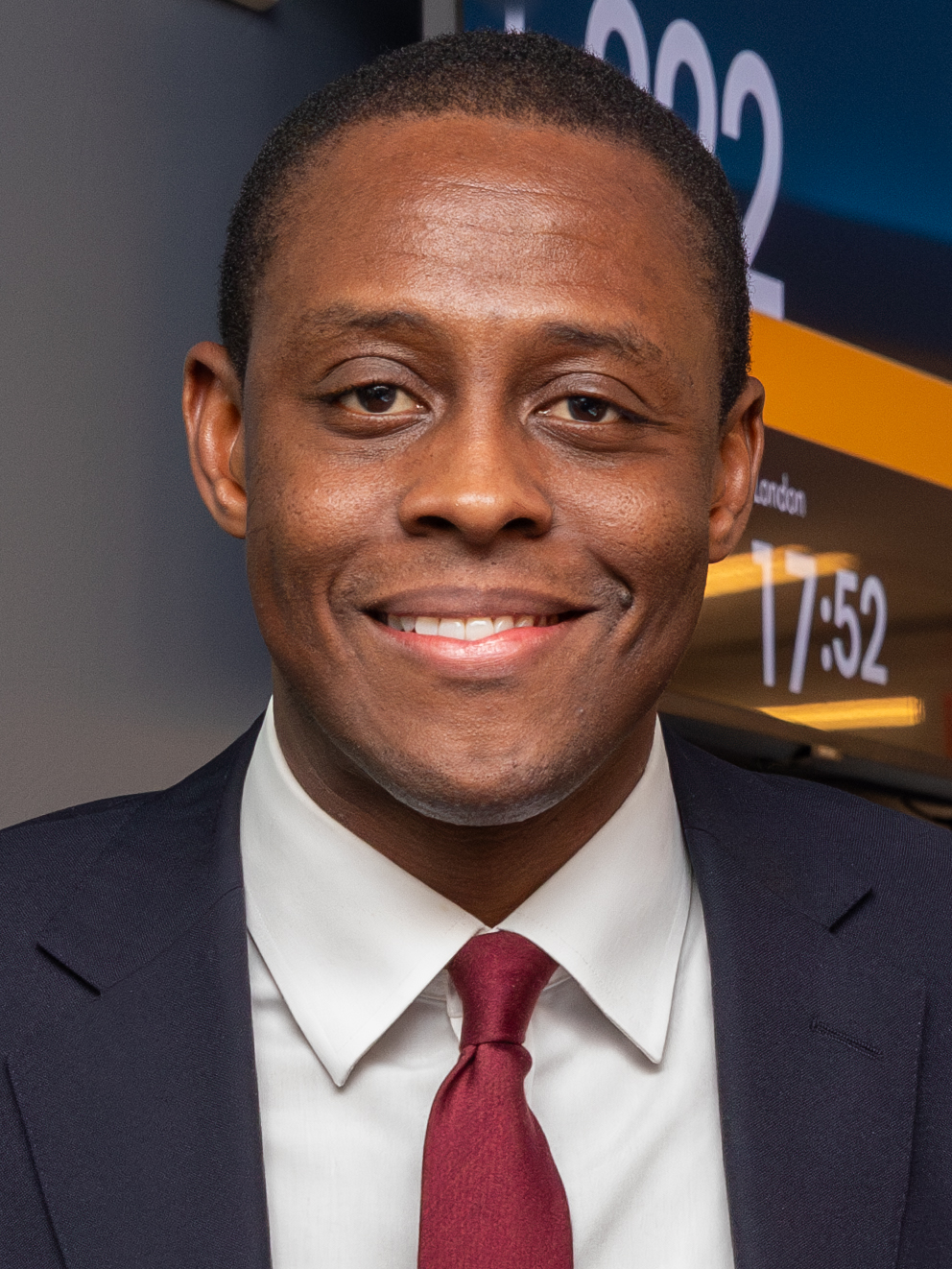
Bim Afolami (2017-2024)